# Musique de jeu vidéo

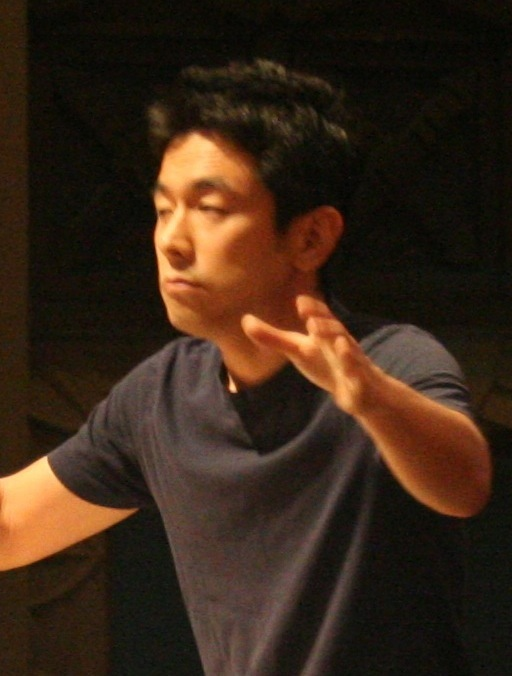
Wataru Hokoyama dirigeant l'enregistrement d'une de ses compositions en 2009.

La musique de jeu vidéo est la musique utilisée pour un jeu vidéo. Son histoire, qui remonte aux années 1970, est notamment marquée par un accroissement continu de la qualité sonore des jeux vidéo, grâce aux progrès techniques et surtout à l'augmentation de la mémoire disponible. Auparavant limitées à des sonorités minimalistes, ces musiques peuvent aujourd'hui être enregistrées par un véritable orchestre, même si les compositeurs continuent à avoir recours à des synthétiseurs pour leurs travaux (par choix ou pour limiter les coûts de production).
Certains compositeurs tels que Nobuo Uematsu, Kōji Kondō, Kōichi Sugiyama, Jeremy Soule ou encore David Wise se sont fait un nom dans cette discipline. Certaines musiques sont commercialisées et sont jouées en concert, en particulier au Japon.

## Histoire

### Machines 8 bits et puces sonores
Dans les années 1970, quand les jeux vidéo commencèrent à être perçus comme une forme de divertissement, la musique était alors généralement stockée de manière analogique sur cassette audio ou disque phonographique. Or, ces composants étaient chers et enclins au cassage en cas d’utilisation intensive, les rendant inadaptés aux fonctionnements des bornes d’arcade (ils n’étaient employés que dans quelques rares jeux, comme Journey). L’autre méthode, plus accessible, utilisait des moyens numériques. Les effets sonores de la plupart des jeux étaient donc générés de cette façon. Néanmoins, la musique dans les jeux d’arcade de cette époque était en général de simples morceaux monophoniques utilisés en mode répété pendant le jeu ou utilisés en début de partie (comme c’est le cas dans Pac-Man ou dans Pole Position) et lors de la transition d’un niveau vers un autre. La décision d’inclure le moindre morceau de musique dans un jeu vidéo signifiait, qu’à un certain moment, il devait être transcrit en code de programmation par un développeur, sans prendre en compte si celui-ci disposait d’une expérience musicale ou non. Quelques morceaux étaient originalement composés, et d’autres étaient tirés de morceaux connus tels que les chansons folkloriques. La console de salon Atari 2600, par exemple, était capable de générer seulement deux tonalités simultanément. Quelques exceptions, comme les jeux d’arcade développés par Exidy, anticipèrent l’utilisation de sons numérisés ou échantillonnés.
Cette approche s’est poursuivie dans le développement des jeux vidéo dans les années 1980. Le progrès de l’industrie du silicium, et la chute des coûts de la technologie a fait naître une nouvelle génération de bornes d’arcade et de consoles de salons. Ces machines ont vu croître leur nombre de tonalités de quelquefois de huit ou plus encore. Le développement de musiques de jeux à cette époque utilisait généralement des méthodes de génération de notes simples et/ou de synthèse FM pour simuler des instruments mélodiques, et des « canaux de bruit[Quoi ?] » pour simuler les percussions. Pour les consoles de salon, la musique devait souvent partager les canaux disponibles avec les autres effets sonores (la musique devait s'arrêter pour jouer l’effet sonore). À la fin des années 1980, plusieurs compositeurs se sont fait un nom dans le domaine parmi lesquels figurent Kōji Kondō, Kōichi Sugiyama, Hirokazu Tanaka, Martin Galway, Hiroshi Miyauchi, Nobuo Uematsu et Yūzō Koshiro.
La future génération de Borne d'arcade, de console de jeux vidéo, et d'ordinateur personnel modifiera radicalement l’ancienne approche de la musique dans les jeux vidéo.

### Synthèse numérique et échantillonnage
Avec la diminution du coût de l’espace mémoire grâce à l’utilisation de disquettes, la musique dans les jeux Amiga - précurseur dans le domaine - (et le développement des musiques de jeux en général) a fini par évoluer vers la technique de l’échantillonnage. Ce système permettait de faire jouer par la puce des échantillons sonores pré-enregistrés dans la mémoire. Cela permit aux développeurs d’utiliser de courts extraits sonores de certains instruments, aussi bien que n’importe quel son désiré, avec une bien meilleure qualité et fidélité que ce qu’il aurait été possible précédemment. Dans le même temps, l’ordinateur et la musique de jeux vidéo avaient aussi acquis leur identité propre, et de nombreux compositeurs s’étaient volontairement lancés dans la production d’une musique ressemblant à ce que l’on pouvait entendre sous Commodore 64, ce qui créera le genre musical appelé chiptune.
La sortie d’un programme libre appelé Ultimate Soundtracker par Karsten Obarski en 1987 marqua le début de l’ère du format MOD qui permettait à n’importe qui de produire facilement de la musique à partir d’échantillons numérisés. Les fichiers « MOD » étaient produits par des programmes appelés trackers. Cette utilisation des « MOD » et des trackers s’est propagée aux ordinateurs personnels dans les années 1990.

### Stockage sur CD
Bien que les accessoires tels que le Mega-CD (pour Mega Drive) et, dans une plus grande mesure la console PC-Engine au Japon, aient rapidement donné aux joueurs un aperçu de l'inclination future de la musique des jeux pour le streaming, l'utilisation de musique échantillonnée et séquencée est toujours utilisée dans les consoles de jeux actuelles. En 1994 sortent la PlayStation et la Saturn, équipées d'un lecteur de CD-ROM, atteignant ainsi la qualité audio d'un CD. La première supportait également quelques effets sonores matériels comme la réverbération.

### Influence du cinéma
En 1997, Michael Giacchino compose la musique du jeu Le Monde perdu : Jurassic Park. Ce jeu a été le premier avec une musique orchestrale originale. En effet le producteur du jeu, Steven Spielberg, a été impressionné par la démo musicale faite par Michael Giacchino, qualifiant même le compositeur de « jeune John Williams » et il a donc été convenu que la partition serait enregistrée en direct avec un orchestre symphonique de 40 musiciens.
Fort du succès critique de cette musique, Michael Giacchino continuera à composer avec des partitions orchestrales pour d'autres jeux vidéo, en particulier la série des Medal of Honor.
Depuis les années 2000, les développeurs se mettent à faire appel à des compositeurs reconnus dans la musique de film pour composer la musique de leurs jeux vidéo. Le précurseur sera Harry Gregson-Williams pour Metal Gear Solid 2: Sons of Liberty en 2001.

## Distinctions
Les compositeurs de musique de jeu vidéo peuvent être récompensés par des prix tels que The Game Awards, les Golden Joystick Awards ou les British Academy Games Awards.